# Melanomya fimbriata
Melanomya fimbriata är en tvåvingeart som först beskrevs av Johann Wilhelm Meigen 1826.  Melanomya fimbriata ingår i släktet Melanomya och familjen spyflugor. Inga underarter finns listade i Catalogue of Life.